# PGC 44854
LEDA/PGC 44854 ist eine Spiralgalaxie vom Hubble-Typ Sab im Sternbild Jungfrau auf der Ekliptik. Sie ist schätzungsweise 200 Millionen Lichtjahre von der Milchstraße entfernt und hat einen Durchmesser von etwa 95.000 Lichtjahren. Vom Sonnensystem aus entfernt sich das Objekt mit einer errechneten Radialgeschwindigkeit von näherungsweise 4.600 Kilometern pro Sekunde.
Im selben Himmelsareal befinden sich unter anderem die Galaxien NGC 4862, NGC 4887, NGC 4902, PGC 926314.